# Under 23 Gulf Cup of Nations 2011
Under 23 Gulf Cup of Nations 2011 var den tredje udgave af Under 23 Gulf Cup of Nations, som fandt sted i Qatar, mellem den 11. og 21. august. Seks lande deltog.

## Grupper
| Gruppe A                                     | Gruppe B                                      |
| -------------------------------------------- | --------------------------------------------- |
| - Kuwait - Qatar (værtsland) - Saudi-Arabien | - Oman - Bahrain - Forenede Arabiske Emirater |

## Gruppespillet

### Gruppe A
| Hold          | Pld | W | D | L | GF | GA | GD | Pts |
| ------------- | --- | - | - | - | -- | -- | -- | --- |
| Saudi-Arabien | 2   | 2 | 0 | 0 | 6  | 0  | +6 | 6   |
| Qatar         | 2   | 1 | 0 | 1 | 2  | 5  | −3 | 3   |
| Kuwait        | 2   | 0 | 0 | 2 | 1  | 4  | −3 | 0   |